# Kurwa (dystrykt Gorakhpur)
Kurwa – wieś w Indiach położona w stanie Uttar Pradesh, w dystrykcie Gorakhpur, w tehsilu Gorakhpur.
Całkowita powierzchnia miejscowości wynosi 153,75 ha (1,5375 km²). Według spisu z 2011 w Kurwie znajduje się 213 domów i zamieszkują ją 1 354 osoby.